# Ambérieux (Rhône)
Ambérieux település Franciaországban, Rhône megyében. Lakosainak száma 629 fő (2022. január 1.). Ambérieux Saint-Bernard, Trévoux, Quincieux, Anse és Lucenay községekkel határos.

## Népesség
A település népességének változása:
| Lakosok száma | 542  | 563  | 580  | 578  | 586  | 584  | 589  | 607  | 629  |
|               | 2013 | 2015 | 2016 | 2017 | 2018 | 2019 | 2020 | 2021 | 2022 |